# Carach Angren
Carach Angren je symfonická black metalová kapela z Nizozemska, je tvořena dvěma členy dnes již zaniklé skupiny Vaultage. Jejich styl se vyznačuje použitím orchestrálního uspořádání. Všechna jejich studiová alba jsou vytvořena na základě strašidelných příběhů, jako je například Bludný Holanďan.
Jejich jméno znamená „Železné čelisti“ v jazyce Sindarin, a je to název opevněného průchodu do severozápadního Mordoru v J. R. R. Tolkienově Pánovi Prstenů.

## Historie
Carach Angren byli vytvořeni v roce 2003 v holandské obci Landgraaf, poté co dva členové Vaultage začali boční projekt. Vzhledem k jejich společné lásce k legendám a black metalu. Zdálo se, že to půjde dobře, tak z Vaultage odešli a Carach Angren „byl připraven pro větší kroky“.
Jejich první EP bylo The Chase Vault Tragedy, které, stejně jako všechny jejich vydání, bylo koncepční album. Následně na to vydali druhé EP, Ethereal Veiled Existence, a v roce 2007 se jich ujala nahrávací společnost Maddening Media. Právě tehdy Carach Angren vydali jejich první studiové album, Lammendam, které se těšilo dobré mezinárodní kritice.
Jejich druhé album, Death Came Through a Phantom Ship, bylo vydáno v 26. února 2010. Podíleli se na A Declaration of Hate evropském turné jako podpora pro kapely Dark Funeral, Zonaria a Nefarium.
18. května 2012 vydali třetí studiové album, Where the Corpses Sink Forever.

## Diskografie
Studiová alba
- Lammendam (2008)
- Death Came Through a Phantom Ship (2010)
- Where the Corpses Sink Forever (2012)[4]
- This Is No Fairytale (2015)
- Dance and Laugh Amongst the Rotten (2017)
- Franckensteina Strataemontanus (2020)

EP
- Ethereal Veiled Existence (2005)

Ukázky
- The Chase Vault Tragedy (2004)

Videoklipy
- "The Sighting is a Portent of Doom"
- "The Funerary Dirge of a Violinist"
- "There's No Place Like Home"
- "Two Flies Flew Into a Black Sugar Cobweb"
- "When Crows Tick On Windows"

## Členové kapely
- Dennis „Seregor“ Droomers – zpěv, kytara
- Clemens „Ardek“ Wijers – klávesy, doprovodné vokály, orchestr
- Ivo „Namtar“ Wijers – bubny, bicí nástroje